# بریاوان
بریاوان (به لاتین: Baryavan) یک منطقهٔ مسکونی در افغانستان است که در ولسوالی یاوان واقع شده‌است.